# Somlai-Fischer Ádám

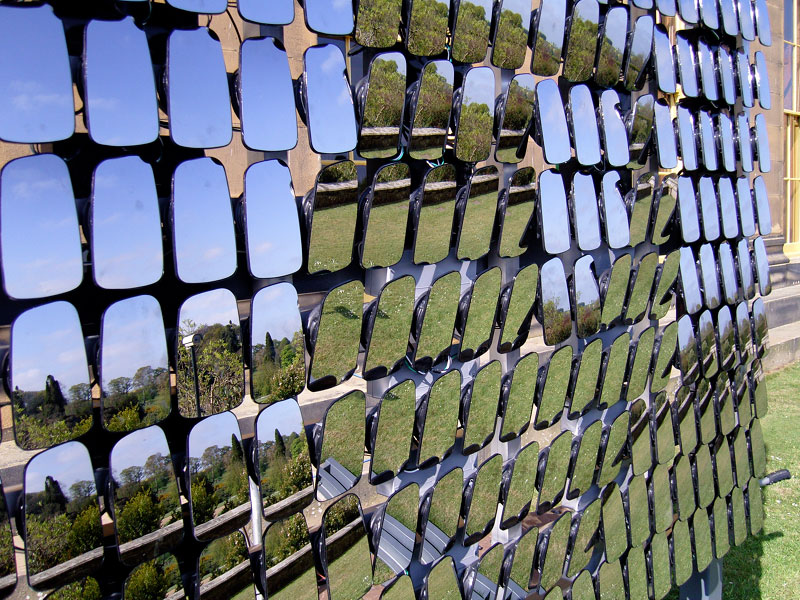
Somlai-Fischer Ádám: Aleph-projekt Belsay Hallban (Egyesült Királyság). Aleph a körülötte lévő töredékekből áll össze

Somlai-Fischer Ádám (Szabolcs) (Budapest, 1976 –) építész és interaktív tervező. Társalapítója és vezető tervezője a Prezinek, olyan létesítményeket hoz létre és olyan kísérleteket végez, amelyek összekapcsolják a teret, a technológiákat és az interaktivitást.
2007-ben Somlai-Fischer társalapítóként megalapította a "Kitchen Budapest medialab"-ot, ahol mint programigazgató dolgozott 2009-ig, azóta ő maradt a labor fő tanácsadója.
Somlai-Fischer előadásokat és műhelymunkákat tart építészeti és tervezési iskolákban Európa-szerte. Diplomáját építészetből + városi kutatólaboratórium témakörben szerezte, KTH, Stockholm, tanított az Építészeti és Média-technológia osztályon a KTH-nál, vendégkutatóként dolgozik a Smart Studio-nál (most Interaktív Intézet, Stockholmban). Vendégkutató volt a MOKK Media Research-en, és műhelymunkákat tartott tervezési iskolákban, például a Domus Akadémián, a Milan és a Goldsmith Főiskolán, Londonban. Ő irányítja az "aether architecture" meditációs környezet budapesti székhelyű irodát.

## Fontosabb munkák

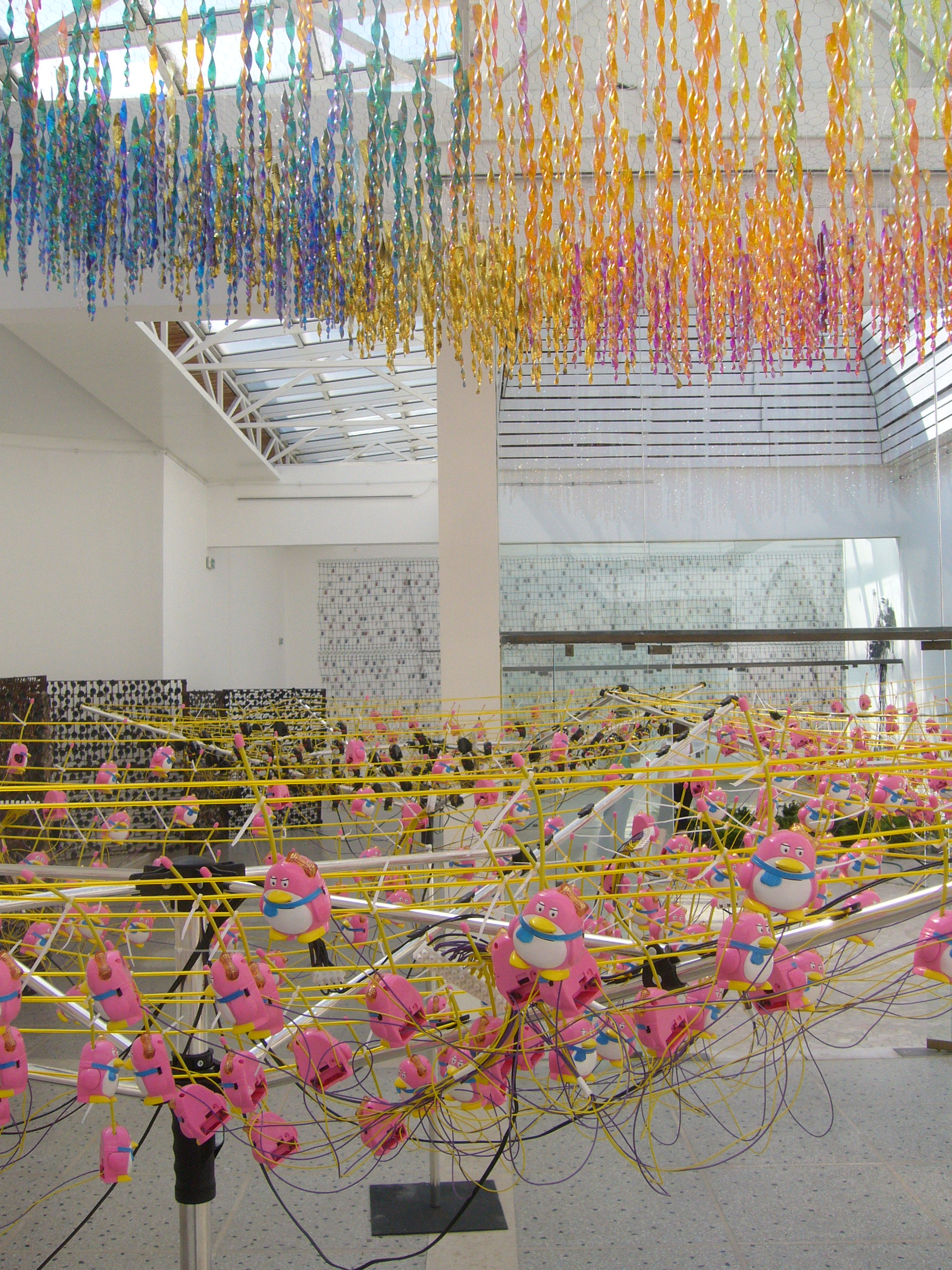
"ReOrient" 10. Velencei biennálé, építészeti magyar pavilon. Építészeti tapasztalat alapján épült több ezer működő hálózatos kínai játékból

Például fontosabb munkái a Reorient projekt - a több ezer elektronikus játékból összeálló mű, a Ping Genius Loci - kültéri analóg képpontokból áll, a Brainmirror - egy vegyes valóságos élmény, amely MRI tükrözést, Low Tech érzékelőket és működtető műhelyeket és kézikönyveket tartalmaz, valamint az Induction house a térbeli vetületek kísérletei. Ezek a projektek láthatóak voltak: Velencei építészeti biennálé (2004, 2006), ISEA 2004 Helsinki, 2006 San Jose, Ars Electronica 2006,  Kiasma Múzeum, Helsinki, Ludwig Múzeum Budapest, Kína Nemzetközi Új Média Művészeti  Kiállítás 2008, NTT ICC Tokió.

## Érdeklődés

### Horizontális együttműködés
Az egyik fő elve az, hogy az ötlet és a projekt a cselekvés központja. Ezért nincs egyetlen szerző se, tekintély, sem újdonság a projektekben, habár minden projekt, amiben részt vesz sok kreativitást és innovációt követel meg: nem hoz létre új technológiákat, de a legutóbbi technológiák kreatív használatának feltárásába invesztál energiákat, gyakran hekkelés, hibridizáció révén. Az együttműködési folyamat terméke tehát az építészet birodalmában inkább a kultúra minőségére irányul, és a technológiát tette kultúrává.
Amikor a szerzők szerepet játszanak a projektjeiben Bengt Sjölén, Usman Haque, Szakal Tamás, Massimo Banzi, Halacsy Péter, Hudini Péter, Kangyal András, Nemes Attila, Pozna Anita a visszatérő munkatársai. Az egyenrangú termelés (a társadalomtudományokon belül), egy ellenőrzött környezetben, mint pl. a Konyha Budapesten kortárs produkció létrehozta a munkamódszertan szükségességét: ötletek felvetése, illetve egy közösen elfogadott időelosztás, a "60%-os saját személyes projekt, 35% más projekt, 5%-os gyakorlati kollektív feladatok". Somlai-Fischer Ádám munkája a Kitchen Budapest-ben többet jelent, mint azonosítani az érdeklődési területeket és szervezni a dinamikát munkacsoportokként: Mobil kifejezés, Hálózati dolgok, DIY média, intergang, Toy hack space, Vezeték nélküli város.

### Megosztás

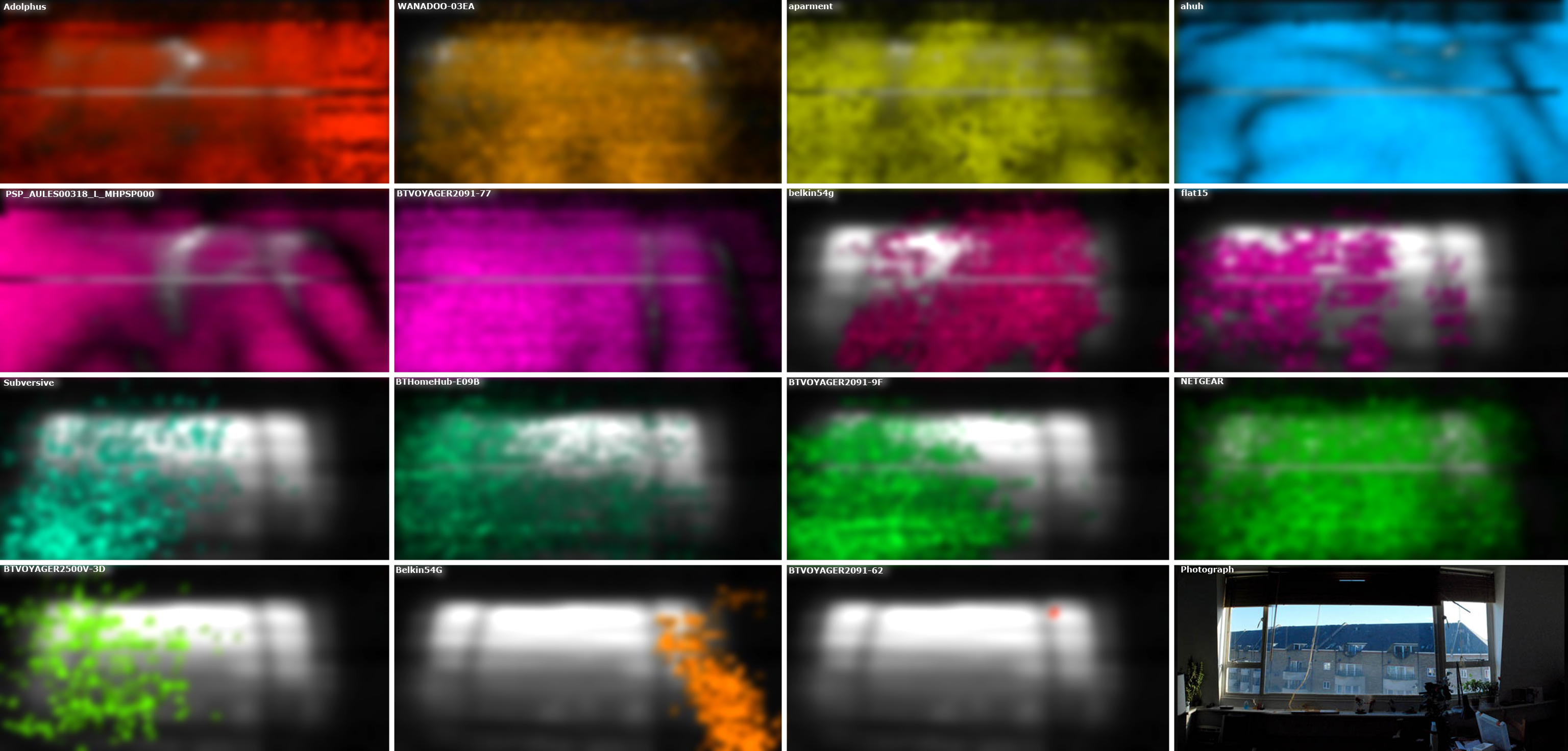
A wifikamera feltárja készülékeink elektromágneses terét és az árnyékokat, amiket ezeken a tereken belül hozunk létre

Az előadásain ahelyett, hogy ideológiákat vagy módszertanokat prezentálna, projekteket mutat be, valamint felkéri a közönséget, hogy működjenek közre. Gyakorlati szemináriumokat szervez a hallgatóknak, hogy a nyitott hardverre és interaktív tervezésre, ugyanazon szövegre és a még nem realizált koncepciókra összpontosítsanak.

### Célok
2008-ban Somlai-Fischer a Királyi Művészeti Főiskolán kijelentette, hogy céljai a következők: 
- nyitottság;
- a tervezési munkák architektúrájának kapacitása írható, diverzifikálható, hogy lehetővé tegye az embereknek az objektum újrakonfigurálását és megfelelőségét (Tömeges testreszabás?); és
- az absztrakt világban, a szabadságért folytatott küzdelem a technológiai társadalomban.

## Fordítás
- Ez a szócikk részben vagy egészben  az   Ádám Somlai-Fischer című angol Wikipédia-szócikk ezen változatának fordításán alapul.  Az eredeti cikk szerkesztőit annak laptörténete sorolja fel. Ez a jelzés csupán a megfogalmazás eredetét és a szerzői jogokat jelzi, nem szolgál a cikkben szereplő információk forrásmegjelöléseként.